# 鞭黑粉菌
鞭黑粉菌（学名：Ustilago shimadae）是属于黑粉菌目黑粉菌科黑粉菌属的一种真菌，寄生在禾本科植物上。该种分布于台湾等地。